# Борисевич Микола Олександрович
Микола Олександрович Борисевич (Борисович) (Мікалай Аляксандравіч Барысевіч) (21 вересня 1923 , Лучний Міст, Ігуменський повіт  — 25 жовтня 2015 , Мінськ ) — білоруський радянський фізик, академік АН БРСР (з 1969), президент АН БРСР (з 1969 по 1987), член-кореспондент АН СРСР (з 1972), академік АН СРСР (РАН) (з 1981). Депутат Верховної Ради СРСР 8—11-го скликань. Герой Соціалістичної Праці (1978). 

## Життєпис
Під час німецько-радянської війни був підпільником, партизаном, потім служив в артилерійських частинах Радянської армії, з якими дійшов до Берліну. Член ВКП(б) з 1945 року. 
У 1950 році закінчив Білоруський державний університет (Мінськ). У 1953 році завершив навчання в аспірантурі, у 1954 році захистив кандидатську дисертацію.
З 1955 року працював заступником директора з наукової роботи в Інституті фізики АН БРСР. Основна діяльність стосується люмінесценції молекул, інфрачервоної спектроскопії, квантової електроніки. Він ввів нові поняття до теорії люмінесценції молекул, створив ефективні інфрачервоні дисперсійні фільтри, розробив квантові генератори на парі складних органічних сполук. Одночасно з 1957 року був завідувачем лабораторії фізики інфрачервоних променів, читав лекції в Білоруському державному університеті. У січні — травні 1969 року — віцепрезидент Академії наук Білоруської РСР.
14 травня 1969 — 4 березня 1987 року — президент Академії наук Білоруської РСР. Одночасно в 1969–1987 роках — головний редактор журналу «Доповіді Академії наук БРСР», 
З 1987 року керував лабораторією фотоніки молекул ФІАН. З 1992 року — почесний президент Національної академії наук Білорусі, з 1994 року — головний редактор «Журналу прикладної спектроскопії».
Герой Соціалістичної Праці (1978). Нагороджений чотирма орденами Леніна (1971, 1975, 1978, 1983), орденом Жовтневої Революції (1973), орденом Трудового Червоного Прапора (1967), орденом Вітчизняної війни I ст. (1945), двома орденами Червоної Зірки (1944, 1945), іншими орденами та медалями. Заслужений діяч науки Республіки Білорусь (1994). Ленінська премія (1980), Державна премія СРСР (1973).